# Roze Koek

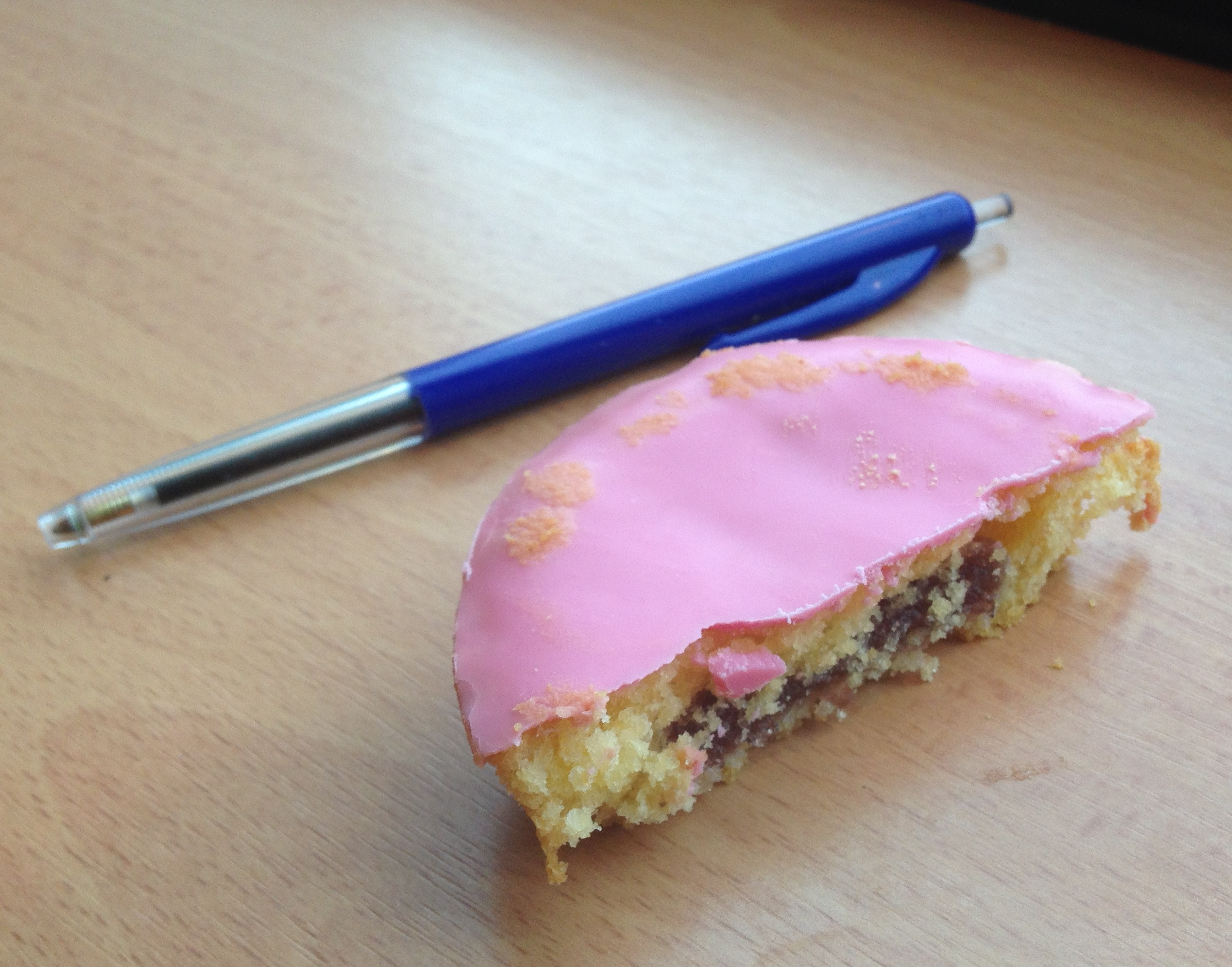
Variante mit Marmeladenfüllung

Roze Koek (gesprochen: „Rose Kuk“; deutsch: Rosa Kuchen), auch Glacékoek, ist ein in den Niederlanden beliebter kleiner Kuchen, der in seiner bekanntesten (und namengebenden) Präsenz aus einer runden Unterlage aus Rührteig besteht, die gelegentlich mit Mandelpaste oder Marmelade befüllt ist und mit einer rosa eingefärbten Zuckerglasur (Fondant) verziert wird.

## Geschichte
Zunächst wurde dieses Gebäck vor dem Zweiten Weltkrieg von italienischstämmigen Einwohnern Amsterdams vor Ort gebacken und in ihren Eisdielen verkauft. Deshalb werden sie in Amsterdam gelegentlich noch Moesselientjes genannt, benannt nach dem italienischen Diktator Benito Mussolini. 1948 erkannte die ortsansässige Firma „De Bruin“ die Beliebtheit und begann diese Küchlein in größerem Umfang zu produzieren. 1988 übernahm der belgische Lebensmittelkonzern „Lotus bakeries“ den Amsterdamer Traditionsbetrieb, verlegte die Produktion nach Enkhuizen und Geldrop-Mierlo und ist heute der größte Hersteller dieser Gebäckspezialität.

## Varianten
Diese, in der Regel sieben bis neun Zentimeter breiten, Küchlein gibt es auch in weiteren Formen, so mit Marmeladenfüllungen, größeren Durchmessern (bis hin zu 20 cm) oder Glasuren in anderen Farben. Mit einem schokoladenfarbenen Zuckerguss und einer deutlich bauchigeren Form begleitet das Gebäck etwa eine Fußball-Europa- oder Weltmeisterschaft. Am Koningsdag ist die Glasur orangefarben und zu Ostern sieht man eine gelbe Variante. Eine weitere, aber seltene, Form ist blau glasiertes Gebäck. Serviert werden die Koeken bisweilen waagerecht angeschnittenen und mit Schlagsahne versehen.

## Bestandteile
Zur Herstellung werden Zucker, Weizenmehl, Pflanzenöl (Palme, Raps), Wasser und Eier verarbeitet. Als Stabilisator dienen Glycerin / Ascorbinsäure, Glucosesirup, Lupinenmehl. Als Triebmittel E575, Natriumcarbonat, Dextrose, Zitronenschale, Salz und als Konservierungsmittel E282/E202. Es werden Emulgatoren wie E471 und roter konzentrierter Apfelsaft dazu gegeben. Bisweilen werden die Kuchen mit Mandelpaste oder Marmelade gefüllt.

### Roter Farbstoff
Je nach Hersteller wird zur Färbung der Glasur entweder der Farbstoff E120 verwendet (ein roter Farbstoff, der aus der Cochenilleschildlaus gewonnen wird, einer Insektenart aus Bolivien) oder Farbstoff aus dem Saftkonzentrat der Roten Bete, das Betanin (E162). Auch Carotinoide (E160) und Carotine (E160a) kommen zum Einsatz. Eine weitere Farbstoffquelle sind synthetische Azofarbstoffe wie das „Allurarot AC“ oder das Cochenillerot A.

## Trivia
Im benachbarten Belgien schätzt man das Gebäck weniger. Auch in Deutschland ist es unbekannt.
In der beliebten Kindersendung Roos en haar Mannen (1996 bis 2006) des Senders VPRO war die (stets in Rosa gewandete) Hauptfigur Roos van der Zande „süchtig“ nach Roze Koeken und hielt stets einen großen Vorrat daran.